# Bereldange
Bereldange (Luxemburgs: Bäreldeng, Duits: Bereldingen) is een plaats in de gemeente Walferdange en het kanton Luxemburg in Luxemburg.
Bereldange telt 3563 inwoners (2001).

## Geboren
- Michel Breithoff (1923-1996), kunstschilder